# Geopachyiulus negreai
Geopachyiulus negreai är en mångfotingart som beskrevs av Ionel Grigore Tabacaru 1978. Geopachyiulus negreai ingår i släktet Geopachyiulus och familjen kejsardubbelfotingar. Inga underarter finns listade i Catalogue of Life.